# Club Atlético de Madrid 2002-2003
Questa voce raccoglie le informazioni riguardanti il Club Atlético de Madrid nelle competizioni ufficiali della stagione 2002-2003.

## Stagione
Nella stagione 2002-2003 i colchoneros, allenati da Luis Aragonés, non vanno oltre il dodicesimo posto in campionato. In Coppa del Re l'Atlético Madrid viene sconfitto ai quarti di finale dal Recreativo Huelva, finalista della competizione. Il 26 aprile, la partita contro l'Osasuna persa per 0-1 viene ricordata col nome di Centenariazo, poiché la squadra navarra ha "rovinato" la festa per i 100 anni del club madrileno.

## Maglie e sponsor
| Casa | Trasferta |

## Rosa
| N. |                                 | Ruolo | Calciatore                |
| -- | ------------------------------- | ----- | ------------------------- |
| 1  | Spagna (bandiera)               | P     | Esteban Suárez            |
| 2  | Spagna (bandiera)               | D     | Txomin Nagore             |
| 3  | Spagna (bandiera)               | D     | Jorge Otero               |
| 4  | Bosnia ed Erzegovina (bandiera) | D     | Mirsad Hibić              |
| 5  | Spagna (bandiera)               | D     | José Antonio García Calvo |
| 6  | Spagna (bandiera)               | D     | Santiago Denia            |
| 7  | Spagna (bandiera)               | C     | José María Movilla        |
| 8  | Italia (bandiera)               | C     | Demetrio Albertini        |
| 9  | Spagna (bandiera)               | A     | Fernando Torres           |
| 10 | Uruguay (bandiera)              | A     | Fernando Correa           |
| 11 | Jugoslavia (bandiera)           | D     | Jovan Stanković           |
| 12 | Spagna (bandiera)               | D     | Sergi Barjuan             |

| N. |                       | Ruolo | Calciatore             |
| -- | --------------------- | ----- | ---------------------- |
| 13 | Argentina (bandiera)  | P     | Germán Burgos          |
| 14 | Portogallo (bandiera) | C     | Dani                   |
| 15 | Spagna (bandiera)     | D     | Carlos Aguilera Martín |
| 17 | Spagna (bandiera)     | C     | Lluís Carreras         |
| 18 | Brasile (bandiera)    | C     | Emerson                |
| 19 | Spagna (bandiera)     | A     | Javi Moreno            |
| 20 | Spagna (bandiera)     | C     | Luis García            |
| 21 | Spagna (bandiera)     | D     | Armando Álvarez        |
| 22 | Argentina (bandiera)  | D     | Fabricio Coloccini     |
| 23 | Spagna (bandiera)     | A     | José Mari              |
| 24 | Spagna (bandiera)     | C     | Jorge Larena           |
| 25 | Romania (bandiera)    | D     | Cosmin Contra          |

## Risultati

### Coppa del Re
| Arbitro: | Luis Medina Cantalejo |

|                  |           |                                  |
| Sergio 9’ (rig.) | Marcatori | 29’ (rig.) F. Torres 82’ Movilla |

| Arbitro: | Evaristo Puentes Leira |

|  |           |                          |
|  | Marcatori | 53’ Coloccini 78’ Correa |

| Arbitro: | Julián Rodríguez Santiago |

|  |           |               |
|  | Marcatori | 30’ Albertini |

| Arbitro: | Miguel Ángel Pérez Lasa |

|                                   |           |  |
| Javi Moreno 43’, 84’ Aguilera 54’ | Marcatori |  |

| Arbitro: | Eduardo Jesús Iturralde González |

|              |           |  |
| Viqueira 52’ | Marcatori |  |

| Madrid 28 gennaio 2003 Quarti di finale – Ritorno | Atlético Madrid             | 0 – 0 referto | Recreativo Huelva | Vicente Calderón (14 250 spett.)\| Arbitro: \| Bernardino González Vázquez \| |
| Arbitro:                                          | Bernardino González Vázquez |               |                   |                                                                               |

## Statistiche

### Statistiche di squadra
| Competizione     | Punti | Totale | Totale | Totale | Totale | Totale | Totale | DR |
| Competizione     | Punti | G      | V      | N      | P      | Gf     | Gs     | DR |
| ---------------- | ----- | ------ | ------ | ------ | ------ | ------ | ------ | -- |
| Primera División | 47    | 38     | 12     | 11     | 15     | 51     | 56     | -5 |
| Coppa del Re     | -     | 6      | 4      | 1      | 1      | 8      | 2      | +6 |
| Totale           | 47    | 44     | 16     | 12     | 16     | 59     | 58     | +1 |